# Sinan Bolat
Sinan Bolat, né le 3 septembre 1988 à Kayseri en Turquie, est un footballeur international turc qui joue au poste de gardien de but qui joue au KVC Westerlo. Il possède également la nationalité belge.

## Biographie

### En club

#### Chez les jeunes
En 1992, Bolat rejoint le K Zonhoven VV, petit club de provinciale. Quatre ans plus tard, il rejoint le KRC Genk pour y continuer sa formation. En 2005, à l'âge de 17 ans, il passe des équipes de jeunes aux professionnels.

#### Premiers succès avec le Standard de Liège
Gardien de but très peu utilisé au KRC Genk, il choisit de rejoindre le Standard de Liège et signe un contrat de 4 ans et demi pour une indemnité de transfert s'élevant à 150 000 €. Il joue son premier match pour le Standard de Liège en Ligue Europa en 16e de finale contre le Sporting Braga où il se blesse à l'aine durant la première mi-temps.
Le 16 mai 2009, lors du dernier match de championnat, il se distingue en parvenant à garder ses cages inviolées face à La Gantoise. Le Standard de Liège, menant 1 à 0, ne peut se permettre un match nul sous peine de perdre le championnat. À la 91e minute, un penalty est sifflé contre le Standard de Liège, mais Bolat l'arrête et sauve son équipe, lui permettant de rattraper le RSC Anderlecht en tête du classement. Les deux équipes étant à égalité de points et de victoires, deux « test matchs » sont organisés pour les départager. À l'issue de ces rencontres, le Standard de Liège est sacré champion de Belgique pour la deuxième année consécutive, notamment grâce à cet arrêt de Bolat.
Le 9 décembre 2009, lors de la phase de poules de Ligue des champions face à l'AZ Alkmaar, il marque un but de la tête à la 95e minute à la suite d'un coup franc de Benjamin Nicaise et qualifie le Standard de Liège in-extremis pour la Ligue Europa.
Le 2 novembre 2011, il annonce qu'il quittera le club en fin de saison. Il reste le portier des Rouches malgré cette annonce et ira au bout de son contrat en juin 2013.

#### Débuts à l'étranger et prêts successifs

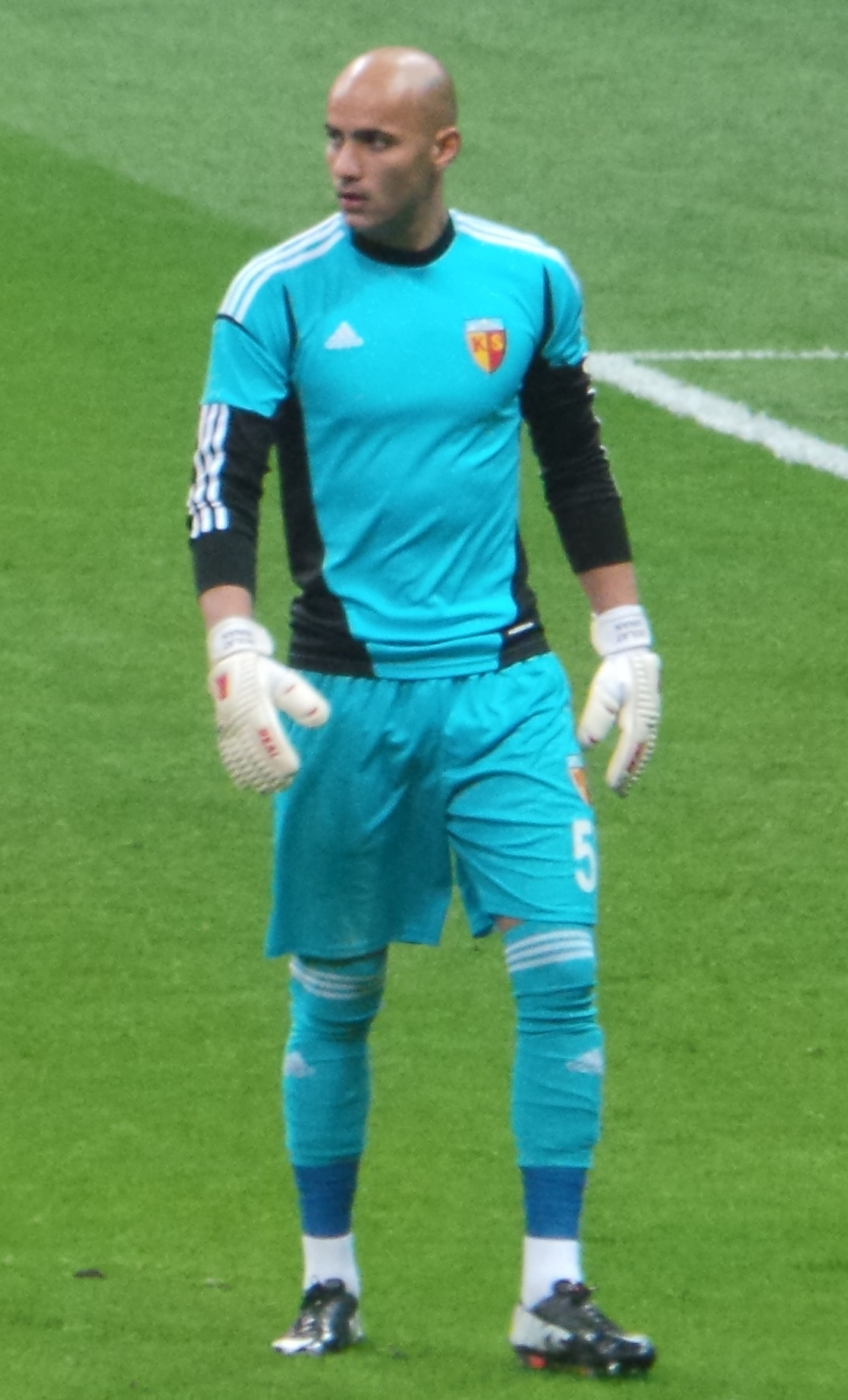
Bolat avec Kayserispor en 2014

Le 30 juillet 2013, il signe pour le FC Porto pour une durée de cinq ans. Le 27 janvier 2014, il est prêté à Kayserispor. Après sa bonne demi saison avec Kayserispor, il est remarqué par le Galatasaray. Le 22 juillet 2014, Il est prêté une saison à Galatasaray.
Bolat rejoint ensuite le Club Bruges KV en prêt par le FC Porto pour la saison 2015-2016, après que le gardien de but de Bruges Mathew Ryan a quitté l'équipe pour rejoindre le FC Valence.

#### Retour en Belgique
Le 17 juillet 2017, le gardien turc rejoint définitivement le Royal Antwerp FC, club promu en première division belge.
En fin de contrat à l'issue de la saison 2019-2020, le Royal Antwerp décide ne pas lui offrir de prolongation.
Libre de tout contrat , il signe un contrat de deux saisons avec le club de KAA La Gantoise.

### En équipe nationale
Sinan Bolat joue pour la Belgique dans sa jeunesse. Il opte ensuite pour la nationalité turque et intègre ainsi les espoirs de la Turquie. Il estime avoir plus d'avenir sportif avec la Turquie qu'il juge d'un meilleur niveau tout en ayant moins à souffrir de la concurrence en raison d'un manque de formation des gardiens turcs. Après plusieurs sélections avec l'équipe nationale turque en tant que remplaçant, Sinan Bolat est gardien titulaire pour la première fois le 10 août 2011 à l'occasion du match amical Turquie-Estonie (3-0).

## Statistiques
| Saison                | Club                  | Championnat           | Championnat | Championnat | Coupe(s) nationale(s) | Coupe(s) nationale(s) | Compétition(s) continentale(s) | Compétition(s) continentale(s) | Compétition(s) continentale(s) | Total | Total |
| Saison                | Club                  | Division              | M.          | B.          | M.                    | B.                    | Comp.                          | M.                             | B.                             | M.    | B.    |
| 2005-2006             | KRC Genk              | Jupiler Pro League    | 0           | 0           | 0                     | 0                     | C3                             | 0                              | 0                              | 0     | 0     |
| 2006-2007             | KRC Genk              | Jupiler Pro League    | 1           | 0           | 1                     | 0                     | -                              | 0                              | 0                              | 2     | 0     |
| 2007-2008             | KRC Genk              | Jupiler Pro League    | 4           | 0           | 0                     | 0                     | -                              | 0                              | 0                              | 4     | 0     |
| Sous-total            | Sous-total            | Sous-total            | 5           | 0           | 1                     | 0                     | -                              | 0                              | 0                              | 6     | 0     |
| 2008-2009             | Standard de Liège     | Jupiler Pro League    | 9           | 0           | 0                     | 0                     | C3                             | 1                              | 0                              | 10    | 0     |
| 2009-2010             | Standard de Liège     | Jupiler Pro League    | 31          | 0           | 1                     | 0                     | C1+C3                          | 6+6                            | 1+0                            | 44    | 1     |
| 2010-2011             | Standard de Liège     | Jupiler Pro League    | 24          | 0           | 3                     | 0                     | -                              | 0                              | 0                              | 27    | 0     |
| 2011-2012             | Standard de Liège     | Jupiler Pro League    | 33          | 0           | 2                     | 0                     | C1+C3                          | 2+11                           | 0+0                            | 48    | 0     |
| 2012-2013             | Standard de Liège     | Jupiler Pro League    | 0           | 0           | 0                     | 0                     | -                              | 0                              | 0                              | 0     | 0     |
| Sous-total            | Sous-total            | Sous-total            | 97          | 0           | 6                     | 0                     | -                              | 8+18                           | 1+0                            | 129   | 1     |
| 2013-2014             | FC Porto              | Primeira Liga         | 0           | 0           | 0                     | 0                     | C1                             | 0                              | 0                              | 0     | 0     |
| Sous-total            | Sous-total            | Sous-total            | 0           | 0           | 0                     | 0                     | -                              | 0                              | 0                              | 0     | 0     |
| 2013-2014             | Kayserispor (prêt)    | Süper Lig             | 14          | 0           | 0                     | 0                     | -                              | 0                              | 0                              | 14    | 0     |
| Sous-total            | Sous-total            | Sous-total            | 14          | 0           | 0                     | 0                     | -                              | 0                              | 0                              | 14    | 0     |
| 2014-2015             | Galatasaray (prêt)    | Süper Lig             | 2           | 0           | 9                     | 0                     | C1                             | 1                              | 0                              | 12    | 0     |
| Sous-total            | Sous-total            | Sous-total            | 2           | 0           | 9                     | 0                     | -                              | 1                              | 0                              | 12    | 0     |
| 2015-2016             | Club Bruges KV (prêt) | Jupiler Pro League    | 3           | 0           | 0                     | 0                     | C1+C3                          | 1+1                            | 0+0                            | 5     | 0     |
| Sous-total            | Sous-total            | Sous-total            | 3           | 0           | 0                     | 0                     | -                              | 1+1                            | 0+0                            | 5     | 0     |
| 2016-2017             | FC Arouca (prêt)      | Primeira Liga         | 13          | 0           | 1                     | 0                     | -                              | 0                              | 0                              | 14    | 0     |
| Sous-total            | Sous-total            | Sous-total            | 13          | 0           | 1                     | 0                     | -                              | 0                              | 0                              | 14    | 0     |
| 2017-2018             | Royal Antwerp FC      | Division 1A           | 37          | 0           | 2                     | 0                     | -                              | 0                              | 0                              | 39    | 0     |
| 2018-2019             | Royal Antwerp FC      | Division 1A           | 1           | 0           | 0                     | 0                     | -                              | 0                              | 0                              | 1     | 0     |
| Sous-total            | Sous-total            | Sous-total            | 38          | 0           | 2                     | 0                     | -                              | 0                              | 0                              | 40    | 0     |
| Total sur la carrière | Total sur la carrière | Total sur la carrière | 172         | 0           | 19                    | 0                     | -                              | 29                             | 1                              | 220   | 1     |

## Palmarès
- Standard de Liège
  - Champion de Belgique en 2009
  - Vainqueur de la Coupe de Belgique en 2011
  - Vainqueur de la Supercoupe de Belgique en 2009

- Galatasaray
  - Champion de Turquie en 2015
  - Vainqueur de la Coupe de Turquie en 2015

- Club Bruges KV
  - Champion de Belgique en 2016